# Gian Battista Macolino
Gian Battista Macolino (Gualdera, 1604-Chiavenna, 1673) fue un pintor italiano, que ha sido activo en Lierna en XVII siglo.

## Vida
Giovanni Battista Macolino Nació en Gualdera Fraciscio, Val S. James, pero creció en Chiavenna jugando como un notario donde se convirtió en el padre de cuatro hijas y un hijo que se convirtió en pintor menos conocido dijo Giambattista "Il Giovane". Ellos van con frecuencia tanto a pintar en Lierna y Lago St. Moritz. El otro hijo Thomas se convertirá en un pintor. Macolino fue el pintor más famoso del lago de Como y de los valles de los alrededores.

## Museos
Las obras de Gian Battista Macolino se exhiben en varios museos, entre ellos:
- Valtellina Museo de Historia y Arte, Palazzo Sassi, Sondrio

## Obras
La primera obra de Macolino el Viejo, y aún más importante, es "La Señora del Rosario" (Llamado el Lierna Madonna) mantiene en la iglesia parroquial de Lierna, Lago Como y visible para el público.
Si tratta di una tela a olio del 1628, raffigurante la Madonna del rosario, il bambino e i santi Domenico e Rosa da Lima, che sono incorniciati da quindici tondi con i misteri del rosario.
La pintura representa la visión histórica de los pintores de la Orden fundada por Santo Domingo de llama "La corona de rosas de la Virgen", en sueños representa la Madonna con el Niño, que recibe de manos de santo Domingo arrodillados un rosario. El tema está vinculado a la tradición medieval que quiere que los siervos a sus amos donassero un rosario como una señal de respeto. Macolino el resto se impregna con los temas de la Contra, que viven en las zonas fronterizas con los países protestantes, pero la recepción de las solicitudes de los clientes de la fe católica.